# Admetovis
Admetovis is een vlindergeslacht uit de familie van de uilen (Noctuidae). De wetenschappelijke naam van het geslacht werd voor het eerst geldig gepubliceerd in 1873 door Grote. Crabo en Schmidt stellen voor om het geslacht in de tribus Hadenini te plaatsen. De typesoort van het geslacht is Admetovis oxymorus.

## Soorten
De volgende soorten zijn in het geslacht geplaatst:
- Admetovis icarus Crabo & Schmid, 2018
- Admetovis oxymorus Grote, 1873
- Admetovis similaris Barnes, 1904[3]